# Asteia fasciata
Asteia fasciata är en tvåvingeart som beskrevs av Curtis W. Sabrosky 1957. Asteia fasciata ingår i släktet Asteia och familjen smalvingeflugor.
Artens utbredningsområde är El Salvador. Inga underarter finns listade i Catalogue of Life.